# Belleville-sur-Vie
Belleville-sur-Vie foi uma comuna francesa na região administrativa da Pays de la Loire, no departamento de Vendéia. Estendia-se por uma área de 15,16 km². Em 2010 a comuna tinha 6 202 habitantes (densidade: 409,1 hab./km²).
Em 1 de janeiro de 2016, passou a formar parte da nova comuna de Bellevigny.